# ژان-پیر آدام
ژان-پیر آدام (به فرانسوی: Jean-Pierre Adams) (زادهٔ ۱۰ مارس ۱۹۴۸ در داکار – درگذشتهٔ ۶ سپتامبر ۲۰۲۱ در نیم) بازیکن فوتبال و مدافع اهل فرانسه و از سال ۱۹۷۲ تا ۱۹۷۶ عضو تیم ملی فوتبال فرانسه بود. وی بین سال‌های ۱۹۷۲ تا ۱۹۷۶ در ۲۲ بازی ملی حضور داشت و در بازی‌های ملی‌اش گلی به ثمر نرساند. آدامز ۸۴ بار نیز برای تیم نیم فرانسه به زمین رفت. آدام در نتیجه اشتباهاتی که در هنگام عمل جراحی در بیمارستان انجام شده بود از مارس ۱۹۸۲ تا مرگ در سپتامبر ۲۰۲۱ نزدیک به ۳۹ سال در کما بود.

## مصدومیت و حالت کما
در سال ۱۹۸۲ تاندون پای ژان‌پیر آدام، دچار آسیب شد. ژان-پیر آدام پس از آن مصدومیت در بیمارستان ادوارد هریوت لیون بستری شد تا تحت عمل جراحی قرار بگیرد.
تاریخ عمل جراحی در زمان اعتصاب کارکنان و پزشکان بیمارستان بود و در نتیجه توسط افراد بی‌تجربه انجام شد. در جریان عمل، ژان-پیر به دلیل نرسیدن اکسیژن کافی به مغزش به کما فرورفت.
پس از ۱۵ ماه بستری در بیمارستان، مسئولان به همسر او توصیه کردند که برای مراقبت پزشکی بهتر، ژان‌پیر را به آسایشگاه سالمندان منتقل کند اما همسرش نپذیرفت. او مایل بود تا خودش در خانه از شوهرش پرستاری کند.

### شکایت از بیمارستان
پس از شکایت از بیمارستان، دادگاه آنها تا میانه دهه ۱۹۹۰ (میلادی) طول کشید و دو نفر از تیم جراحی به یک ماه زندان تعلیقی و پرداخت ۷۵۰ یورو جریمه محکوم شدند. دادگاه، همچنین حکم را به نفع ژان صادر کرد و به این ترتیب مبلغی به عنوان غرامت نصیب آن‌ها شد. اما این مبلغ برای تأمین هزینه‌های نگهداری از ژان پیر کافی نبود. همین مبلغ نیز تا سال ۱۹۸۹ به علت طولانی شدن دادرسی شامل حال آن‌ها نشد. اگر حمایت فوتبالی‌ها نبود به احتمال زیاد آن‌ها خیلی زود ورشکسته شده بودند.

## مرگ
ژان-پیر آدام پس از نزدیک به ۴۰ سال به سر بردن در حالت کما، در ۶ سپتامبر ۲۰۲۱ درگذشت.